# Peter Leipold
Peter Leipold (* 20. November 1987 in Filderstadt) ist ein deutscher Dirigent und Komponist.

## Leben und Wirken
Peter Leipold erhielt seit dem siebten Lebensjahr Unterricht in Violine, Klavier und Komposition, unter anderem an der Stuttgarter Musikschule, und war Preisträger bei Wettbewerben wie Jugend musiziert und Jugend komponiert. Von 2007 bis 2012 studierte er Dirigieren an der Musikhochschule Hannover bei Eiji Ōue und Martin Brauß sowie Musiktheorie bei Frank Märkel. Parallel dazu studierte er am Conservatorio della Svizzera Italiana in Lugano bei Arturo Tamayo. Seinen Masterstudiengang absolvierte er an der Hochschule für Musik Würzburg bei Ari Rasilainen sowie Meisterkurse bei Theo Brandmüller und Martin Christoph Redel. 
Während seines Studiums gründete er das Junge Schostakowitsch Ensemble und dirigierte unter anderem die NDR Radiophilharmonie Hannover, die Nürnberger Symphoniker, die Deutsche Staatsphilharmonie Rheinland-Pfalz und die Jyväskylä Sinfonia. In der Spielzeit 2008/09 war er Gast-Korrepetitor an der Staatsoper Hannover. 2012 dirigierte er im Rahmen des Ultraschall-Festivals zusammen mit Arturo Tamayo das Deutsche Symphonieorchester Berlin mit Werken von John Cage; das Konzert wurde im Rundfunk übertragen (Rbb). Von 2014 bis 2018 war Leipold Assistent der Dirigentin Joana Mallwitz am Theater Erfurt und leitete während dieses Engagements auch eigene Produktionen. Zudem war er als Assistent von Ingo Metzmacher unter anderem an der Mailänder Scala und der Bayerischen Staatsoper München tätig.
Im Jahr 2014 gründete Leipold gemeinsam mit der Pianistin Patricia Hase das Ensemble Galina, mit dem er eine CD produzierte. Seit 2019 ist er Zweiter Kapellmeister der Meininger Hofkapelle am Meininger Staatstheater. 2021 kündigte Leipold seinen Vertrag in Meiningen, um sich mehr dem Komponieren widmen zu können.
Seine Komposition Hommage an Galina Ustwolskaja wurde 2004 uraufgeführt und mehrfach im Rundfunk gesendet. Vom Theater Erfurt erhielt er den Kompositions-Auftrag für die Oper Mio, mein Mio nach Astrid Lindgren, für die Kammeroper Der goldene Brunnen nach Otfried Preußler, welche im Oktober 2023 im Pfalztheater Kaiserslautern uraufgeführt wird, für die Kammeroper Das kleine Gespenst nach Otfried Preußler (geplante Uraufführung 2025), sowie von den Akademien am Theater Kiel für die Jugendoper Die besseren Wälder nach Martin Baltscheit. Ergänzend studierte Peter Leipold 2021/2022 Komposition für Film, Theater und Medien bei Olav Lervik an der Hochschule der Künste in Zürich. Der Film „Ours“ der Regisseurin Morgane Frund, für den Leipold die Musik komponierte, wurde 2024 für die Shortlist der Oscars ausgewählt.

## Werke (Auswahl)
- Zwei Stücke für Violine und Klavier, Uraufführung 2002 Ensemble gelberklang, Stephansaal Karlsruhe
- Hommage an Galina Ustwolskaja, für Ensemble, Uraufführung 2003, Ensemble gelberklang, Komponistenforum Baden-Württemberg, Schloss Weikersheim
- Alma-Ata, für Sopran und Ensemble, Uraufführung 2004, Ensemble gelberklang, Hochschule für Musik Karlsruhe
- 3 Legenden, für Klavier, Uraufführung 2014, mit Patricia Hase, Kulturforum Wiesbaden[8]
- gedichte statements peppermints, für Tenor und Ensemble nach Gedichten von Ernst Jandl, Uraufführung 2018, Theater Erfurt
- Suite aus der Oper Mio, mein Mio für Orchester, Uraufführung 2020, Philharmonisches Orchester Erfurt, Dirigent: Samuel Bächli, Theater Erfurt
- Drunter und Drüber, Kammeroper. Konzept: Daniela Gerstenmeyer. Arrangiert und komponiert im Auftrag des Theaters Erfurt. Uraufführung 2020, Dirigent: Peter Leipold
- SAPPHO, Poem für großes Orchester. Uraufführung 2020 Hofkapelle des Meininger Staatstheaters. Dirigent: Leo McFall
- Der goldene Brunnen, Kammeroper nach Otfried Preußlers gleichnamigen Märchenspiel, Libretto von Friederike Karig. Uraufführung 2021, Theater Erfurt
- Mio, mein Mio, große Oper nach Astrid Lindgrens gleichnamigen Kinderbuch, Libretto von Friederike Karig. Uraufführung im April 2022, Theater Erfurt
- Bearbeitung von Massenets Werther für Kammerorchester, Solisten und Kinderchor im Auftrag des Staatstheaters Meiningen. Uraufführung 2021
- Der kleine Prinz trifft DICH, für Sprecher, Violine, Altsaxophon, Violoncello und Klavier. Uraufführung 2022, Ensemble VIDA
- Ours, Filmmusik zum Kurzfilm von Morgane Frund, 2022
- Die besseren Wälder, Jugendoper nach Martin Baltscheits gleichnamigen Bühnenstück, Libretto von Friederike Karig. Ein Auftragswerk der Akademien am Theater Kiel. Uraufführung 2023, Theater Kiel[7]

## Diskografie
- Grand Piano Masters, Concertos By Beethoven & Ustvolskaya. Mit Patricia Hase (Klavier), Ensemble Galina (K&K Verlagsanstalt; 2016)
- Peter Leipold Der Kleine Prinz trifft Dich. Mit Ensemble VIDA (MDG; 2024)